# Distretto di Saryköl
Il distretto di Saryköl (in kazako: Сарыкөл ауданы) è un distretto (audan) del Kazakistan con  capoluogo Saryköl.